# Eduardo Sebastião do Patrocínio
Eduardo Sebastião do Patrocínio, também conhecido como Matador de Prostitutas e Serial Killer da Mala, é um assassino em série brasileiro acusado e preso pela morte de cinco mulheres na cidade de São Paulo entre dezembro de 2010 e janeiro de 2013. No entanto, ele pode ter feito mais vítimas.  

## Biografia
Patrocínio trabalhava como zelador e auxiliar de limpeza. Morava sozinho no bairro Itaim Paulista numa casa próxima a do irmão e trabalhava na zona oeste de São Paulo. Também era usuário de drogas, principalmente de crack. 
"Era o 15º filho de uma mulher, que o abandonou e por isto depois ele viveu em vários abrigos", explicou Elisabete Sato, diretora do DHPP ao canal Investigação Criminal.

## Crimes
Patrocínio fez sua primeira vítima em 04 de dezembro de 2010, tendo depois voltado a matar apenas em 2012, quando fez quatro vitimas em apenas sete meses, a última em 12 de janeiro de 2013.  

### Perfil das vítimas
Todas as vitimas do criminoso eram mulheres jovens que tinham entre 20 e 30 anos de idade, usuárias de drogas e que trabalhavam como prostitutas. "Eram de estatura baixa, magrinhas, drogadas. Não tinham força para nada e ele aproveitava", explicou o investigador Fernando Grosso ao canal Investigação Criminal. "Eram parecidas fisicamente e eram moças jovens", disse Elisabete Sato. 

### Modus operandi
Patrocínio contratava e pagava as garotas de programa e depois as convidava para irem até a sua casa a fim de manter relações sexuais, onde então as matava com as próprias mãos ao não conseguir ter uma ereção, descartando seus corpos em áreas isoladas do bairro Itaim Paulista, na Zona Leste de São Paulo.  
"Dois dos cinco corpos estavam em malas localizadas pela polícia na zona leste da cidade. Um foi encontrado enrolado em um tapete e os outros dois foram largados na rua", reportou o UOL. 
Elisabete Sato acredita que ele levava os calçados de suas vítimas para casa como troféus. 
Já o delegado Itagiba Vieira Franco acredita que o estrangulamento era sua assinatura. "Um serial killer [assassino em série] sempre dá uma assinatura final. A assinatura dele era o estrangulamento", disse. 

### Motivação
Segundo o depoimento do criminoso, ele as matava após não conseguir manter relações sexuais com as vítimas devido a um problema de disfunção erétil. Patrocínio disse que neste momento ficava "com raiva" e matava as mulheres.
O delegado Itagiba Vieira Franco, do Departamento de Homicídios e Proteção à Pessoa, confirmou a informação. "O auxiliar de limpeza afirmou que matava suas vítimas num acesso de raiva por não conseguir manter relações sexuais com elas", reportou o portal UOL.  
"Na minha visão era o gosto por matar mesmo", disse o investigador Maurício Rezende ao canal Investigação Criminal. 

## Vítimas
Em seus depoimentos, Patrocínio detalhou a morte de cinco mulheres: 
Mulher 1: morta em em 4 de dezembro de 2010 num terreno baldio na rua Monte Camberela, no Itaim Paulista.
Mulher 2: morta na casa do criminoso em maio de 2012, tendo seu corpo descartado na esquina das ruas Matias João da Costa e Curicharas.
Mulher 3: morta na casa do criminoso em julho de 2012, foi enrolada num tapete, tendo o corpo descartado também na rua Matias João da Costa. "Patrocínio] Levou o corpo enrolado no tapete nas costas", explicou o investigador Rezende. 
Naiara Ribeiro de Sá: morta em novembro de 2012 na casa do criminoso, teve seu corpo colocado numa mala e descartado na rua Rafael Correia da Silva.
Senira Leite de Oliveira: morta em 12 de janeiro de 2013 na casa do criminoso, teve seu corpo colocado numa mala que foi descartada também na rua Rafael Correia da Silva.
"De acordo com a polícia, o que chamou a atenção dos investigadores é que, conforme os crimes iam ocorrendo, o auxiliar passava a jogar os corpos em ruas cada vez mais próximas da própria casa", reportou o portal Terra.  

## Investigação
Foi a descoberta do corpo de Senira Leite de Oliveira que por fim levou à prisão de Patrocínio. Seus restos mortais foram encontrados dentro de uma mala vermelha e uma etiqueta de uma companhia aérea presa a esta levou a polícia a um condomínio na Barra Funda, na zona oeste. A dona da mala afirmou que havia jogado o objeto no lixo do condomínio dias antes e as investigações a respeito dos funcionários do prédio levaram a Patrocínio. "O endereço de um dos funcionários 'batia' exatamente com a rua onde a mala foi encontrada" explicou Sato.  
"Ao chegar na casa do suspeito, familiares de Eduardo ajudaram a polícia a chegar até o criminoso", reportou o portal Terra,  e ao ser interrogado, ele confessou o crime e que havia matado outras quatro mulheres. 
"Ele confessou logo que tinha matado a Senira. Levantamos que tinha outro crime semelhante na mesma área e ele acabou confessando também. Quando terminei o interrogatório, ele chamou o investigador e disse: ‘tenho mais dois’. Aí ele confessou mais dois crimes, depois confessou o quinto", explicou o delegado. 
A polícia chegou a fazer buscas na residência da casa onde o criminoso morava, mas nada foi encontrado. 
"Nós começamos a trabalhar e a própria equipe percebeu que tinha um caso anterior, de uma mulher que também havia sido encontrada dentro de uma mala. Aí houve a ligação, de que talvez pudesse ser o mesmo autor. Depois descobrimos que ele havia matado cinco mulheres", disse Elizabete Sato, diretora do DHPP ao Investigação Criminal. 
"No final de 2012 tivemos um crime no qual o corpo de uma mulher foi encontrado dentro de uma mala. Crimes assim sempre chamam atenção. Em janeiro de 2013 houve um crime parecido, de um corpo encontrado numa mala no mesmo local. Então já começamos a desconfiar que poderia se tratar de um serial killer", explicou Rezende. 

### Perfil do criminoso
Segundo Rezende e Sato, ele era bem articulado, educado e bem-quisto no bairro em que morava. "Ele também era infantil. Na sua casa encontramos desenhos infantis, brinquedos, comida para bebês e o perfume que ele usava se chamava Mamãe e Bebê. Havia também artigos de roupas de mulher, como sapatos. Isto tudo destoava", disse Sato.
"Este tipo de criminoso costuma guardar objetos das vítimas, chamados troféus", explicou o psiquiatra Guido Palomba ao Investigação Criminal. 
"Ele tinha um lado dócil e sua namorada ficou surpresa", falou Sato. 
"Esses indivíduos não desenvolvem sentimentos profundos. Eles desenvolvem sentimentos superficiais e assim mesmo quando convêm, porque se não tiverem o retorno que eles querem, não há sentimento. Não são altruístas. São absolutamente egoístas", disse Palomba, adicionando que assssssinos em série são "de alta periculosidade" e que "voltam a incorrer no mesmo crime" se forem soltos. 
"Admitiu tranquilamente e não demonstrou nenhum remorso", declarou Sato. 

## Prisão, julgamento e pena
Foi preso no dia 29 de janeiro de 2013 e inicialmente ficou detido no 77º DP.   
"Não tenho mais que ficar mentindo. Quero pagar e pronto", disse em seu depoimento divulgado no canal Investigação Criminal. 
"Se ele continuasse solto, ele com certeza continuaria matando, então nesse sentido foi uma satisfação prendê-lo", disse Rezende. 
Nota: Não foi possivel encontrar informações sobre seu julgamento e pena [em fevereiro de 2025].

## Reações
Ativistas do grupo Femen do Brasil, que luta pelo direito das mulheres, inclusive as profissionais do sexo, fizeram protestos no bairro da Liberdade, região central de SP, dois dias depois da prisão de Patrocínio, pedindo por justiça pelas vítimas mortas. 